# Eutelichthys
Eutelichthys is een geslacht van straalvinnige vissen uit de familie van slakdolven (Liparidae). Het geslacht is voor het eerst wetenschappelijk beschreven in 1959 door Tortonese.